# Kidałowice
Kidałowice – wieś w Polsce położona w województwie podkarpackim, w powiecie jarosławskim, w gminie Pawłosiów.
W latach 1975–1998 miejscowość administracyjnie należała do województwa przemyskiego.

## Części wsi
| SIMC    | Nazwa     | Rodzaj    |
| ------- | --------- | --------- |
| 0607819 | Resztówka | część wsi |

29 czerwca 1943 wieś została otoczona przez oddziały SS, żandarmerii i wojska niemieckiego. W czasie pacyfikacji zastrzelono 7 osób, a wielu mieszkańców wywieziono do obozów koncentracyjnych i obozów pracy.